# 登比多洛
登比多洛（Dembidolo 或 Dembi Dolo，前稱 Sayo）是埃塞俄比亞西南部奧羅米亞州克兰-沃莱加地区的市集小鎮，座標8°32′N 34°48′E / 8.533°N 34.800°E，海拔1,701米至1,827米。根據埃塞俄比亞中央統計局2005年的資料，登比多洛人口約35,065，其中男性18,129人，女性16,936人。